# Míster España

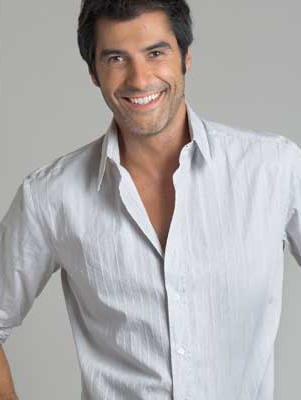
Jorge Fernández, Míster España 1999 y 2000. Es uno de los dos hombres que ha conservado el título de Míster España dos años seguidos, al no haber competición en el año 2000. El otro es Diego Otero, Mister España 2011 y 2012.

El certamen Míster España, conocido oficialmente desde 2013 como Míster España Internacional, es un concurso de belleza masculina nacional de España, nacido como derivación del más antiguo certamen de Miss España. Celebró su primera edición en 1996 y, salvo en 2000 y 2012, se ha realizado anualmente desde entonces. 

## Historia y funcionamiento
Su celebración se suele hacer en los mismos recintos y en fechas cercanas al certamen de Miss España. Para participar, los aspirantes deben inscribirse en los distintos concursos de belleza local que sirvan para alcanzar el título de Míster de su provincia. Quienes logren este galardón, podrán representar a su provincia para intentar ganar el título de Míster España. 
Las normas básicas son las mismas que en el certamen de Miss España: tener la nacionalidad española, no tener vínculo matrimonial alguno ni antes, ni durante, ni hasta un año después del certamen de resultar ganador, ser una persona desconocida para el gran público, y tener entre 18 y 27 años antes del 31 de diciembre del año anterior a la celebración del certamen, aunque la organización se reserva el derecho a admitir en la competición a menores de edad, ya que esta última restricción viene impuesta por certámenes internacionales en los que la entrada de menores está estrictamente prohibida.
La votación del certamen quedará en manos de un jurado compuesto por no menos de 7 y no más de 21 miembros, quedando a decisión de la organización el número exacto de componentes. Asimismo, la organización puede incluir un sistema de votación mixto entre jurado y televoto en caso de emisión por televisión de la gala. Una vez concluida la votación, sea el sistema el que sea, será nombrado Míster España el candidato con el mayor número de votos, obteniendo el segundo y tercer clasificado los títulos de primer y segundo finalista respectivamente.

## Mister International Spain
En 2012, la organización tradicional de Miss y Mister España se declaró en quiebra, por lo que se suspendieron ambos concursos. Diego Otero, Mister España 2011, conservó así el título en 2012, y en 2013, debutó el concurso sucesor, Mister España Internacional, diseñado para escoger al representante de España en el concurso Mister Internacional.
La organización Nuestra Belleza España, con Cres del Olmo a la cabeza, fundó la marca Mister International Spain, anunciando la realización del mismo al norte de la isla de Tenerife en 2013 confirmando así la desaparición de Mister España.
Mister España Internacional 2013 se llevó a cabo concretamente el 28 de junio en el Complejo de los Lagos Martiánez de Puerto de la Cruz, resultando ganador el representante malagueño Adrián Gallardo.
El 24 de julio de 2015 tuvo lugar la tercera edición del certamen de belleza Mister España Internacional. Se llevó a cabo como parte de las Fiestas Lustrales de la Bajada de la Virgen de las Nieves de Santa Cruz de la Palma. David Roca, Mister España Internacional 2014, coronó al ganador, Alejandro Nieto, como su sucesor. Se da la particularidad que dicho ganador no puede representar a España en el certamen internacional por una cláusula que impide la participación de candidatos nacionales que hayan sido padres, por lo cual el 1.er finalista, David Barreres, representó a España en el certamen Mister Internacional 2015.
A lo largo de los años se ha ido realizando el concurso Mister International Spain desde que Cres del Olmo creó la marca en España en 2013 hasta la actualidad, siendo el concurso sustituto de Mister España desde su desaparición en 2012.

### Ganadores
| Año       |  | Mister España             | Provincia o Delegación | Ciudad Anfitriona                       | Participación internacional                         |
| --------- |  | ------------------------- | ---------------------- | --------------------------------------- | --------------------------------------------------- |
| 1996      |  | José Ramón Villar         | Galicia                | Santa Pola                              | Fue a Mister Mundo 1996 y no clasificó              |
| 1997      |  | Enrique Miranda           | Andalucía              | Santa Pola                              | Fue a Mister Mundo 1998 - TOP 6                     |
| 1998      |  | Manuel Roldán             | Andalucía              | Santa Pola                              | Fue a Mister Mundo 2000 y no clasificó              |
| 1999/2000 |  | Jorge Fernández           | País Vasco             |                                         | No fue a ningún internacional                       |
| 2001      |  | Pablo Martín              | Murcia                 | La Línea de la Concepción               | No fue a ningún internacional                       |
| 2002      |  | Isaac Vidjrakou           | Tarragona              | Marbella                                | Fue a Mister Mundo y no clasificó                   |
| 2003      |  | Juan Antonio Ruiz         | Almería                | Oropesa del Mar                         | No fue a ningún internacional                       |
| 2004      |  | José Gómez Rodero         | Bizkaia                | Oropesa del Mar                         | No fue a ningún internacional                       |
| 2005      |  | Borja Alonso              | A Coruña               | Oropesa del Mar                         | No fue a ningún internacional                       |
| 2006      |  | Juan García Postigo       | Málaga                 | Oropesa del Mar                         | Mister Mundo 2007                                   |
| 2007      |  | Luis Muñoz Sánchez        | Madrid                 | Oropesa del Mar                         | No fue a ningún internacional                       |
| 2008      |  | José Manuel Montalvo      | Madrid                 | Oropesa del Mar                         | No fue a ningún internacional                       |
| 2009      |  | Guillermo García Becerril | Zaragoza               | Lanzarote                               | Fue a Mister Mundo 2010 y no clasificó              |
| 2010      |  | Carlos Alberto García     | Las Palmas             | Toledo                                  | No fue a ningún internacional                       |
| 2011/2012 |  | Diego Otero               | Toledo                 | Sevilla                                 | No fue a ningún internacional                       |
| 2013      |  | Adrián Gallardo           | Málaga                 | Puerto de la Cruz (Tenerife)            | Fue a Mister Internacional y no clasificó           |
| 2014      |  | David Roca                | Alicante               | Guía de Isora (Tenerife)                | Fue a Míster Real Universe. TOP 3                   |
| 2015      |  | Alejandro Nieto           | La Rioja               | Santa Cruz de la Palma                  | Primer finalista en Mister Model International 2016 |
| 2016      |  | Christian Pérez           | Valencia               | Playa de Aro (Girona)                   | Finalista en Mister Universal Ambassador 2016       |
| 2017      |  | Rubén Castillero          | Bizkaia                | Matalascañas (Huelva)                   | TOP 16 en Mister International 2017                 |
| 2018      |  | Jesús Collado             | Valladolid             | Los Realejos (Tenerife)                 | TOP 15 en Mister International 2018                 |
| 2019      |  | Yeray Hidalgo             | Las Palmas             | Villanueva de la Jara (Cuenca)          | 3er Finalista en Manhunt International 2019         |
| 2020      |  | Manuel Romo               | Extremadura            | Oropesa del Mar (Castellón)             | No fue a ningún internacional                       |
| 2021      |  | Alexander Calvo           | Málaga                 | Teatro Guimerá (Santa Cruz de Tenerife) | TOP 10 en Manhunt International 2022                |
| 2022      |  | Daniel Lorente            | Murcia                 | Pineda de Mar (Barcelona)               | 5º Finalista en Manhunt International 2024          |
| 2023      |  | Toni Company              | Islas Baleares         | Santiago del Teide (Tenerife)           | 2º Finalista en Mister Mundo 2024                   |
| 2024      |  | Fran Zafra                | Almería                | Guía de Isora (Tenerife)                | Mister International 2024                           |

## Certámenes internacionales
Cada tres años (originalmente cada dos) se celebra la competición Míster Mundo, en la cual suele concurrir, salvo posible descalificación o elección de otro de los participantes, uno de los Míster España de los años precedentes. En el certamen de Míster Mundo del año 2007 resultó ganador Míster España 2006, Juan García Postigo, que llevó el título de Míster Mundo hasta el año 2010.
Con la desaparición de la marca Mister España, el concurso Mister International Spain se convierte en valedero para Mister International y para elegir a los españoles para Mister Mundo se realizan concursos en particular de "Mister World Spain" puntualmente bajo la organización BE MISS que fue la licenciataria de la marca Mister Mundo en España desde 2013 hasta 2017 (lo que influyó en las elecciones de los españoles para Mister Mundo 2014 y Mister Mundo 2016, resultando elegidos el madrileño Nacho Ros y el murciano Ángel Martínez respectivamente en dos castings presenciales en Madrid para dicho fin). A partir del año 2017, la organización NUESTRA BELLEZA ESPAÑA es quien se convierte en la licenciataria de la marca en nuestro país y realiza la gala de Mister World Spain 2018 en la Sala Tito´s de Palma de Mallorca, resultando ganador el malagueño Daniel Torres (quien nos representó en Manila, Filipinas, en Mister Mundo 2019 no logrando clasificar). Tras la pandemia y con motivo de la celebración del siguiente concurso de Mister Mundo para 2024, la organización NUESTRA BELLEZA ESPAÑA decide aprovechar el contexto de la celebración de Mister International Spain 2023 para que el ganador de dicho evento sea quien represente a España en ese Mister Mundo, resultando ganador el balear Toni Company en una gala celebrada en el municipio canario de Santiago del Teide en la isla de Tenerife. Toni consigue el puesto de 2º Finalista en Mister Mundo 2024 en Phan Thiet (Vietnam) en noviembre de dicho año.
Aparte de los ganadores de Mister International Spain y los puestos logrados en sus concursos internacionales, cabe destacar algunos títulos internacionales logrados por algunos finalistas de dicho concurso que por el hecho de quedar finalistas, representaron a España con muchísimo orgullo y satisfacción. El valenciano Vicent Llorach, 1er finalista de Mister International Spain 2018 (Jesús Collado), logró en Australia la primera y única victoria de un español ganando Manhunt International 2018. El vallisoletano Sergio Ayala, 4º finalista de Mister International Spain 2018, ganó por primera vez en la historia el título de Mister Model International 2019. El malagueño José Calle, primer finalista de Mister International Spain 2023 (Tony Company), consiguió alzarse por primera vez en la historia para nuestro país con el título de Mister International 2023 en una gala celebrada en Manila (Filipinas).

## Proyección posterior de los ganadores
Muchos de los ganadores del título de Míster España han alcanzado gracias al título una proyección en los medios comunicación como modelos, actores o presentadores de televisión. De ellos, el que mayor difusión nacional ha alcanzado como presentador es Jorge Fernández, Míster España 1999 y 2000, con una larga carrera en diferentes canales de televisión nacional y autonómica como presentador, así como actor ocasional. También destaca como presentador Luis Muñoz Sánchez, Míster España 2007, quien trabajó de 2010 a 2012 en Canal Sur Televisión en Andalucía como copresentador del popular programa Se llama copla.